# Utopia (fórum de internet)
Utopia (chinês: 乌有之乡; pinyin: Wūyǒu Zhī Xiāng) é um fórum chinês de Internet conhecido por seu forte apoio à ideologia maoísta e comunista. O fórum é notável por sua promoção da filosofia maoísta e por seus confrontos ocasionais com o Partido Comunista Chinês.

## História
A Utopia foi fundada em 2003 por Fan Jinggang, dona de uma livraria (também chamada Utopia,乌有之乡) em Pequim, na China. O fórum foi criado com a intenção declarada de ser "um site patriótico de interesse público", e logo adquiriu uma inclinação política maoísta.
Em 2011, a Utopia organizou uma campanha contra o escritor chinês Mao Yushi e o historiador Xin Zilin, que escreveram e publicaram histórias críticas de Mao Zedong. A campanha envolveu a organização de uma petição que ganhou 40.000 assinaturas, incluindo as de Liu Siqi (a viúva de um dos filhos de Mao), o ex-vice-ministro Ma Bin e o professor da Universidade de Pequim, Kong Qingdong.
Em abril de 2012, após a prisão e julgamento do político chinês Bo Xilai, a Utopia e vários outros sites de esquerda chineses foram temporariamente fechados.
Em 2013, o fórum apoiou Bo Xilai durante o incidente de Wang Lijun, no qual Xilai e vários outros políticos chineses foram investigados sob suspeita de corrupção. A Utopia continuou a apoiar Bo Xilai quando ele foi removido de sua posição como secretário do Partido Comunista de Chongqing, e após isso o fórum foi encerrado por vários meses.  No entanto, a Utopia continuou a anunciar seu apoio a Bo.
A Utopia desempenhou um papel proeminente no incidente de Jasic de 2018, no qual trabalhadores em greve, ativistas estudantis e neo-maoístas protestaram contra as péssimas condições de trabalho da fábrica da Jasic Technology Co., Ltd. em Shenzhen, Guangdong. O site foi usado como plataforma para organizar apoiadores dos trabalhadores de Jasic.